# Норово-Ротаевское сельское поселение
Норово-Ротаевское сельское поселение — муниципальное образование в Нижнедевицком районе Воронежской области.
Административный центр — село Глазово.

## Административное деление
В состав поселения входят:
- село Глазово
- поселок Петровка